# Nukleosynthese

Quellen der chemischen Elemente in unserem Sonnensystem
(Link für genauen Prozentzahlen durch Überstreichen mit der Maus)

Die Nukleosynthese (von lateinisch nucleus ‚Kern‘, ‚Atomkern‘ und von altgriechisch σύνθεσις sýnthesis, deutsch ‚Aufbau‘, ‚Zusammenfügung‘ – auch als Nukleogenese oder Elemententstehung bezeichnet) ist die Entstehung von Atomkernen und damit den chemischen Elementen. Man unterscheidet zwischen der
- primordialen Nukleosynthese kurz nach dem Urknall
- und der stellaren Nukleosynthese, die hauptsächlich auf Kernfusion, daneben auf r-, s- und p-Prozessen beruht.

Die primordiale Nukleosynthese setzte ein, als die Temperatur im Universum so weit gesunken war, dass Deuterium nicht mehr durch hochenergetische Photonen zerstört wurde. Sie endete etwa drei Minuten nach dem Urknall.
Die stellare Nukleosynthese findet im Inneren aller Sterne statt. Im Verlauf der Entwicklung eines Sterns gibt es charakteristische Kernfusionen; zunächst entsteht Helium, später schwerere Elemente bis zum Eisen, wobei Energie frei wird, die der Stern als Strahlung abgibt (die ihn „zum Stern macht“).
Für die Kernfusion zu Elementen mit höherer Ordnungszahl als Eisen wird dagegen Energie benötigt. Sie entstehen nicht bei der stellaren Nukleosynthese, sondern am Ende der Lebenszeit des Sterns bei dessen Sternexplosion zur Supernova; das geschieht aber nur bei Sternen, die dafür groß genug sind. Die schweren Elemente werden dabei durch Protonen- und Neutroneneinfangreaktionen in p-, r- und s-Prozessen erzeugt.
Elemente auf der Erde bis zum Eisen (siehe PSE) können im Laufe des Lebens unseres Sonnenvorgängers in seinem Inneren entstanden sein; alle Elemente auf der Erde mit höheren Ordnungszahlen als Eisen stammen aus dessen Supernovaexplosion. Noch schwerere, stets radioaktive Elemente entstehen künstlich in Kernreaktoren und in gezielten Experimenten.

## Entstehungsorte chemischer Elemente: Urknall und Sterne

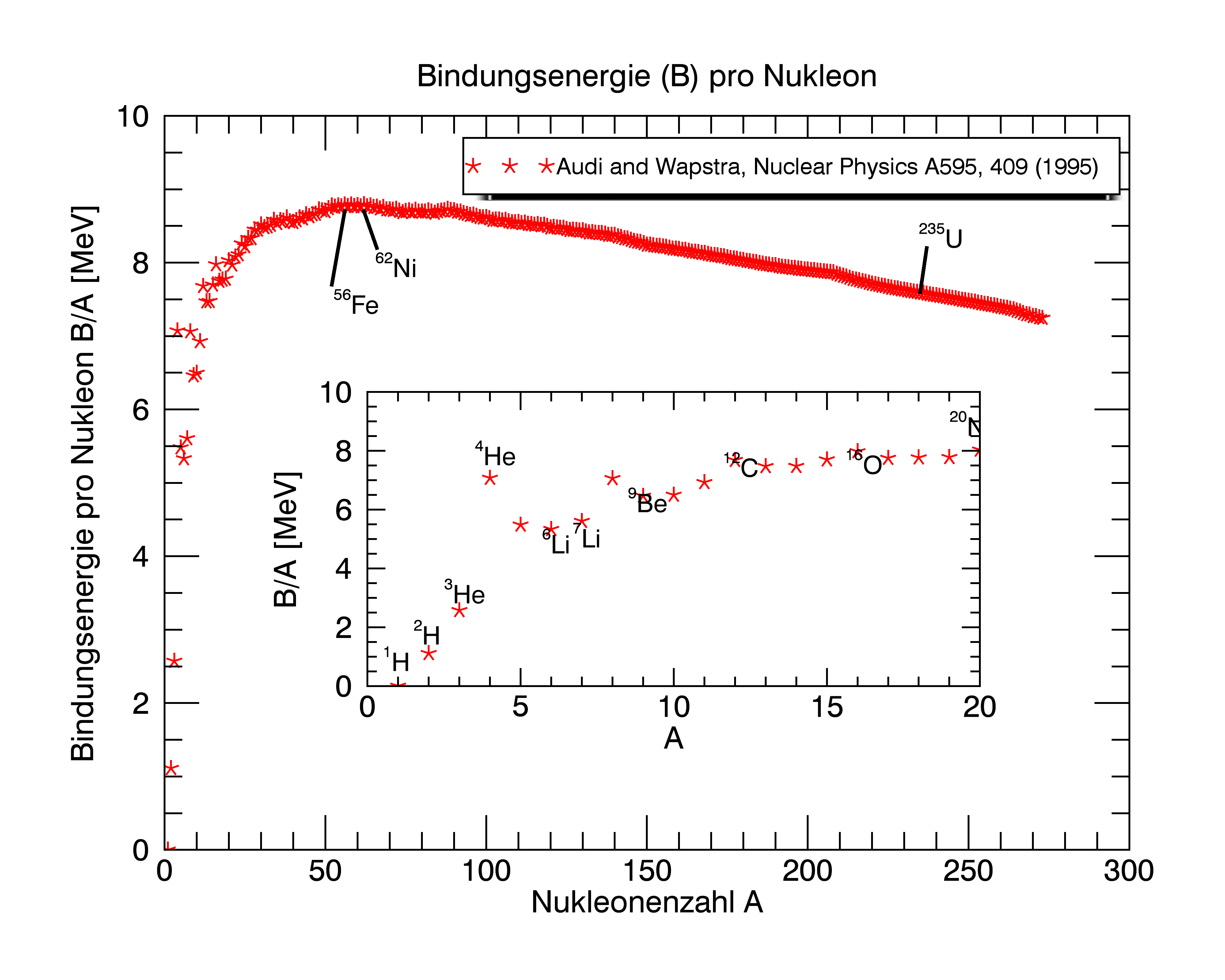
Durchschnittliche Bindungsenergie pro Nukleon in Abhängigkeit von der Nukleonenzahl des Atomkerns

Die Kerne chemischer Elemente schwerer als Wasserstoff entstehen laufend durch Kernreaktionen im Innern von Sternen. Noch bevor erste Sterne entstehen konnten, bildeten sich im Rahmen der primordialen Nukleosynthese bereits Deuterium, Helium-3, Helium-4 sowie Spuren von Lithium-7. Diese Nukleosynthese ist Forschungsgegenstand der Nuklearen Astrophysik und spielt auf dem Gebiet der Kosmochemie eine bedeutende Rolle.
Bei der stellaren Nukleosynthese unterscheidet man zwischen zwei Untergruppen von chemischen Elementen bezüglich ihrer Entstehungsgeschichte:
Leichte Nuklide
Die erste Gruppe umfasst Nuklide, die durch meist exotherme Fusionsreaktionen zwischen geladenen Teilchen im Inneren von Sternen aus den leichten Ausgangsmaterialien aufgebaut werden. Aus diesen Reaktionen beziehen die Sterne ihre Energie, da die Bindungsenergie eines Atomkerns pro Nukleon bei Eisen und Nickel ihr absolutes Maximum erreicht (siehe Abbildung). Durch die Proton-Proton-Kette und den Bethe-Weizsäcker-Zyklus entstehen so Helium-4-Kerne in den Sternen. Durch den Drei-Alpha-Prozess entstehen in massereicheren Sternen Kohlenstoff-12-Kerne.
Der exotherme Fusionsprozess endet etwa bei den Elementen Nickel und Eisen. Die höchste Bindungsenergie erreicht das Isotop Nickel-62. Einige endotherme Prozesse finden auch im Inneren von Sternen statt und können noch schwerere Kerne erzeugen. Es entsteht weitaus mehr Eisen-56 als Nickel-62, und der eigentliche Grund dafür und das Enden der Fusionskette liegt in den Details des Fusionsprozesses und dem starken Einfluss der Photodesintegration in diesem Bereich.
Schwere Nuklide
Zur zweiten Gruppe gehören die Elemente schwerer als Eisen. Ihre Bildung (Synthese) durch Kernfusion erfordert Energiezufuhr. Die nötige Energie stammt unter anderem aus Sternen-Explosionen (Novae, Supernovae u. a.), der Verschmelzung von Neutronensternen und radioaktiven Prozessen in AGB-Sternen.

### Urknall, Sternentstehung und -entwicklung

Expansion des Universums nach dem Urknall und der primordialen Nukleosynthese

Innerhalb der ersten drei Minuten nach dem Urknall entstanden bei hohen Temperaturen und Dichten vor allem Wasserstoff(-Kerne) und Helium(-Kerne) (siehe primordiale Nukleosynthese). Aus den  Wasserstoff- und Helium-Gaswolken bildeten sich durch Anziehungskräfte erste Sterne. In diesen Sternen entstanden durch Fusionsprozesse schwerere Elemente.

### Synthese leichter Nuklide in jungen Sternen

Orionnebel: Hier entstehen aus Wasserstoffgaswolken junge, heiße Sterne. Die Fusion von Wasserstoff zu Helium setzt ein.

Der Wasserstoffvorrat der Sonne und der anderer Sterne erschöpft sich mit der Zeit. Wenn ein Stern in seinem Zentralbereich den größten Teil des vorhandenen Wasserstoffs zu Helium „gebrannt“ hat, endet diese erste Brennphase. Der Stern kann dann seinen inneren Druck nicht mehr aufrechterhalten und fällt unter dem Einfluss der eigenen Schwerkraft in sich zusammen. Ab einer bestimmten Mindestmasse werden durch die Verdichtung und gleichzeitige Erhitzung Bedingungen erreicht, unter denen weitere Fusionsprozesse in Gang kommen, zunächst das so genannte Heliumbrennen. Je nach Ausgangsmasse setzen noch weitere Fusionsprozesse ein, siehe dazu Stern (Letzte Brennphasen).
Thermonukleare Kernfusionsreaktionen hängen sehr stark von der Temperatur im Inneren des Sterns ab. Daher bestimmt die Masse des Sterns, in welchem Maß die schwereren Elemente im Laufe des Sternenlebens gebrannt werden können. Leichtere Sterne kommen durch den geringeren Druck im Inneren oft über das Heliumbrennen nicht hinaus, Sterne wie unsere Sonne produzieren hauptsächlich die leichteren Elemente bis zum Kohlenstoff, während Sterne, die deutlich schwerer sind als die Sonne, sämtliche Elemente bis hin zum Eisen erzeugen können. Hier endet die positive Energiebilanz der Fusionsreaktionen. Der innere Kern solcher Riesensterne besteht dann aus Eisen, ihm folgen die anderen Elemente in Schichten nach außen, ein Wasserstoff-Helium-Gemisch bildet die äußerste Schicht.
Dass Sterne in ihrem Aufbau zuletzt einem Zwiebelschalenmuster entsprechen, erkannte in den 1940er Jahren Fred Hoyle. Seine Berechnungen zeigten, dass Sterne mit der fortschreitenden Aufzehrung ihres nuklearen Brennstoffs in ihrem Aufbau zunehmend uneinheitlicher werden und dass dies wieder höhere Temperaturen und Dichten in ihrem Inneren bedingt. Das Modell stimmt überraschend gut mit den gemessenen Elementhäufigkeiten im Universum überein. Wie oft sich der Zyklus aus Kontraktion, Aufheizung und Entzündung neuen, schwereren Brennstoffs wiederholt, hängt nur von der Masse des Sterns ab. Die Sternentwicklung treibt die Nukleosynthese an, und gleichzeitig treibt die Nukleosynthese wieder die Sternentwicklung.

#### Weiße Zwerge
Etwa beim Element Eisen kommt die Fusion zum Stillstand. Eine Fusion von Eisen in noch schwerere Elemente kann keine Energie mehr freisetzen, ist also als thermonuklearer Prozess nicht möglich. Der Stern erlischt und zieht sich unter seiner eigenen Schwerkraft zusammen. Sein weiteres Schicksal hängt von seiner ursprünglichen Masse ab. Bei einer Masse in der Größenordnung unserer Sonne oder darunter wird der Stern einen Teil seiner äußeren Hülle abstoßen. Er endet als schwach leuchtender Weißer Zwerg, dessen weitere Abkühlung noch Milliarden von Jahren dauern kann.

### Synthese schwerer Nuklide

#### Supernovae

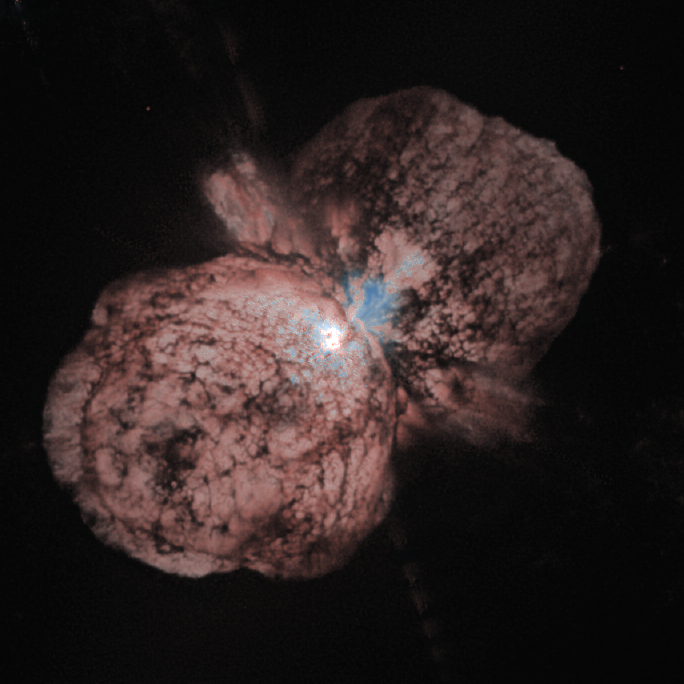
Der Homunkulusnebel entstand vor 100 bis 150 Jahren durch Eruptionen des extrem massereichen Sterns Eta Carinae. Schwere Sterne erzeugen gegen Ende ihrer Leuchtphase schwerere Atomkerne und stoßen diese in Form von Wolken aus.

Hatte der Stern anfänglich eine Masse von mehr als 8 Sonnenmassen, schreitet die Kontraktion besonders schnell voran, der Stern kollabiert. Bei dieser schnellen Verdichtung wird die Gravitationsenergie also sehr schnell freigesetzt, erhöht die Temperatur stark und bewirkt damit eine explosionsartige Ausweitung der möglichen Kernreaktionen im gesamten Sternvolumen. Innerhalb von ein bis zwei Tagen nimmt die Helligkeit des bis dahin unscheinbaren Sterns so stark zu, dass er, wie von Tycho Brahe 1572 beschrieben (siehe SN 1572), heller als alle Planeten erscheint und selbst am Tag mit bloßem Auge beobachtbar ist: eine Supernova. Dieser  Leuchtkraftausbruch dauert wenige Tage. Der äußere Teil der Sternenmaterie, manchmal mehr als die Hälfte der gesamten Masse, wird in den interstellaren Raum geschleudert.
In dieser explosiven Materiewolke entsteht die zweite Gruppe, die Elemente, die schwerer als Eisen sind. Diese Reaktionen werden vor allem von Neutronen bewirkt, die unter den im Sterninneren herrschenden Bedingungen freigesetzt werden und als ungeladene Teilchen vielfältige Kernreaktionen auslösen können. Atomkerne fangen in schnell aufeinander folgenden Schritten etliche Neutronen ein (r-Prozess). In nachfolgenden Betazerfällen entstehen dann aus den neutronenreichen Kernen stabile Nuklide mit erhöhter Protonenzahl, die schweren Elemente jenseits des Eisens.
Die turbulenten Vorgänge in einer Supernova sorgen also nicht nur dafür, dass die Sterne die in ihnen gebildeten Elemente in den Weltraum freigeben, sondern sie erzeugen gleichzeitig eine ganz neue Gruppe von schweren chemischen Elementen. Supernovae sind damit die Motoren eines andauernden Transmutationsprozesses; ihr Streumaterial bildet die Ausgangsmaterie für die nächste Generation von Sternen und Planeten. Mit zunehmendem Alter des Universums nimmt daher die Menge an schweren Elementen zu. So hat die Supernova SN 2006gy in der Galaxie NGC 1260 150 Sonnenmassen gehabt und bei ihrer Explosion schätzungsweise 20 Sonnenmassen allein an Nickel in das Universum abgegeben.
In Supernovae bilden sich durch Spallation (Zertrümmerung von Atomkernen) auch die leichten Elemente Lithium, Beryllium und Bor, die bei den Fusionsreaktionen im jungen Stern „übergangen“ wurden.

#### Kollidierende Neutronensterne
Die schwersten Nuklide entstehen hauptsächlich bei der Kollision von Neutronensternen (Kilonovae).

## Entstehung der einzelnen chemischen Elementgruppen
Über die genauere Entstehung und Verteilung der einzelnen chemischen Elemente im Universum zeichnen Astro- und Kosmochemie folgendes Bild. Vor rund 13,8 Milliarden Jahren begann das Universum sich  von einem einzigen Punkt aus auszudehnen (Urknall, „Big Bang“), wobei es am Anfang unvorstellbare Energiemengen und -dichte aufwies (Temperatur um 1032 Kelvin). Noch bevor es auch nur ein einziges Atom irgendeines Elementes gab, nur 10−32 Sekunden nach dem Urknall, kühlte das Universum auf ca. 1028 Kelvin ab. Unter diesen Bedingungen konnten in dem heißen „Energiebrei“ des jungen Universums erste Elementarteilchen entstehen: die Quarks, Gluonen und Leptonen.
Das Universum kühlte sich weiter ab – so weit, dass die bisher als Plasma vorliegenden Quarks zu Protonen und Neutronen, den Nukleonen, kondensierten. Dies geschah ca. 10−7 Sekunden nach dem Urknall bei 1014 Kelvin. Es entstanden aber auch Antineutron (n*) und Antiproton (p−).
Materieteilchen und Antimaterieteilchen vernichten sich seither gegenseitig unter Umwandlung in Energie.
Beispiel:
p+ + p− → Photonen   (= Energie)
Dieser Vorgang kann auch in umgekehrter Richtung verlaufen (Paarbildung), im expandierenden Universum verminderte sich allerdings die Temperatur, so dass der Vorgang nicht mehr thermisch abläuft. Als das Universum jedoch eine Temperatur von weniger als 1014 Kelvin erreicht hatte und sich alle Antimaterieteilchen mit Materieteilchen vernichtet hatten, blieb (vermutlich durch einen Mechanismus ähnlich der CP-Verletzung) nur ein „winziger“ Rest, ein „kleiner Überschuss“ an Materie übrig. Die stabilsten und häufigsten Vertreter dieser normalen Materie sind Protonen, Neutronen und Elektronen.

### Erste Fusionsprozesse nach dem Urknall

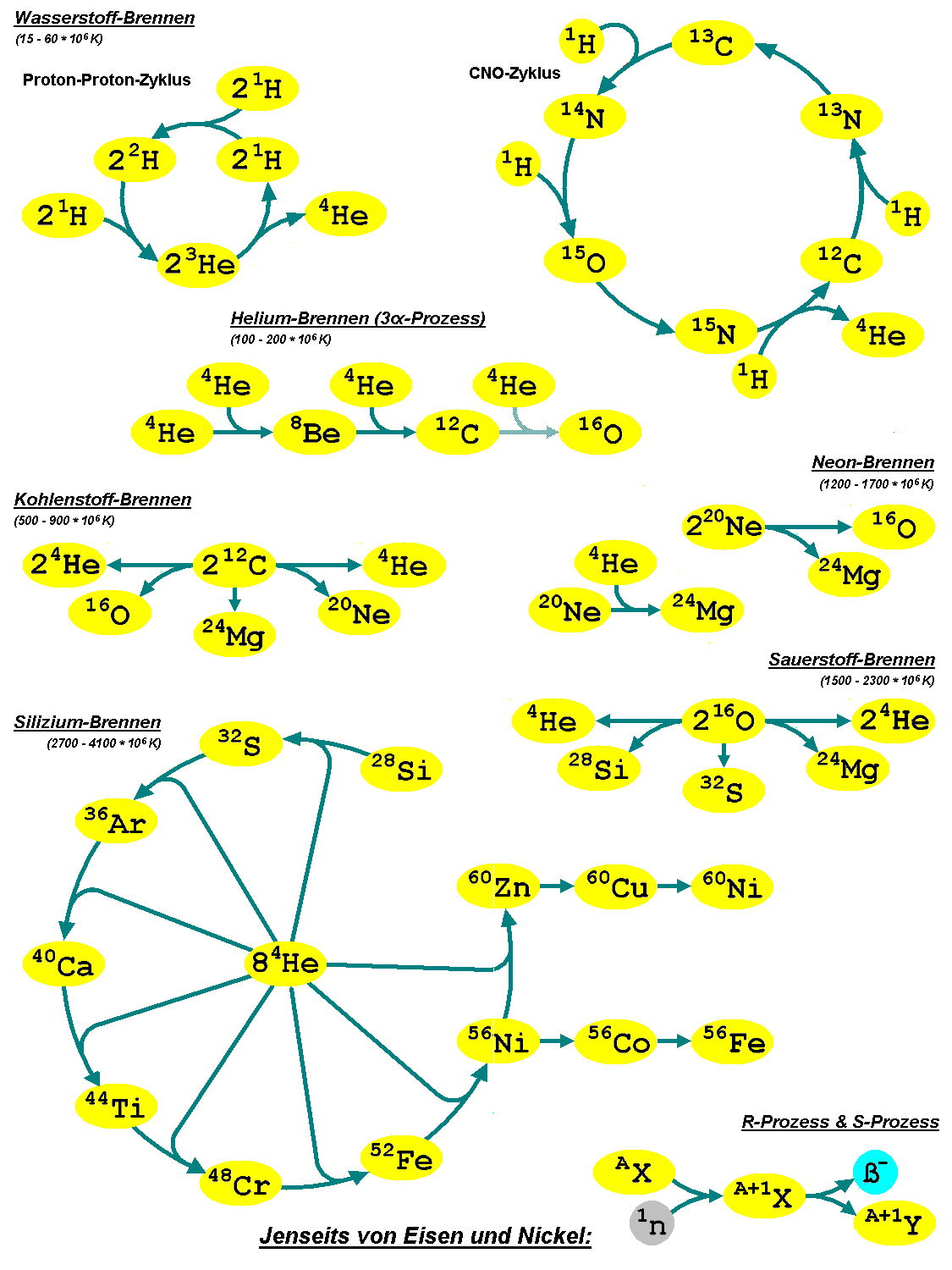
Übersicht der aufeinander folgenden Fusionsprozesse innerhalb massereicher Sterne

Die primordiale Nukleosynthese ist die erste Aktion nach dem Urknall. Aus den frei umherfliegenden Nukleonen entstanden nun etwa 10−2 Sekunden nach dem Urknall auch Kerne von schwerem Wasserstoff (Deuterium, D) und Heliumisotopen (He).
Nur die Atomkerne von Wasserstoff (1H und 2D) und Helium (3He und 4He) neben Spuren von Lithium (7Li) wurden während dieser primordialen Nukleosynthese gebildet – in einem Verhältnis von 25 Prozent Helium-4 und 75 Prozent Wasserstoff. Die heute zu beobachtenden schwereren Elemente stammen also aus Fusionsreaktionen in Sternen und damit aus viel späterer Zeit. Die erste Fusion von Wasserstoff zu Helium geschah somit lange bevor sich aus dem Wasserstoffgas erste Fixsterne bilden konnten: Die primordiale Nukleosynthese dauerte nur etwa drei Minuten und fand gleichzeitig überall im gesamten Universum statt. Die Temperatur betrug zu diesem Zeitpunkt noch 1010 Kelvin. Danach fielen Temperatur und Dichte des Universums unter für die für eine Kernfusion erforderlichen Werte.
Fünf Minuten nach dem Urknall ist die Teilchendichte des Universums dann so weit gesunken, dass die primordiale Nukleosynthese endete. Die noch übrig gebliebenen freien Neutronen zerfielen im Verlauf der nächsten Minuten.
Als die Temperatur T unter die entsprechende Bindungsenergie (E > kBT) der Hüllenelektronen gesunken war, vereinigten sich die Atomkerne mit Elektronen zu den ersten Atomen
p+ + e− → H-Atom   (Wasserstoff).
Das Zeitalter der atomaren Materie begann mit dem chemischen Element Wasserstoff. Dass die Häufigkeit von Lithium in den Atmosphären früher Sterne um den Faktor zwei bis drei geringer ist, als die gegenwärtigen Modelle der kosmologischen Nukleosynthese vorhersagen (die sich beim Häufigkeitsverhältnis von Wasserstoff zu Helium als zuverlässig erwiesen haben), wird als Primordiales Lithiumproblem bezeichnet.

### Erste stellare Kernfusion: Wasserstoff fusioniert zu Helium
Das All dehnt sich seit dem Urknall aus und kühlt ab. Es dauerte 1013 Sekunden (300.000 Jahre), bis sich das Gasgemisch aus Wasserstoff (H) und einigen Prozent Helium (He) aufgrund der Gravitationswirkung zu dichten Wolken zusammenziehen konnte. Dies ging mit einer so starken Temperaturerhöhung einher, dass in ihren Zentren schließlich die notwendige Aktivierungsenergie für weitere Fusionsprozesse zur Verfügung stand. Sterne leuchteten auf und in ihnen verschmolzen beim so genannten stellaren Wasserstoffbrennen die Atomkerne von Wasserstoff zu Helium – die dafür nötige Temperatur liegt bei ca. 10 Millionen Kelvin.
Wenn Deuterium D beteiligt ist, wird der entsprechende Prozess auch „Deuteriumbrennen“ genannt.
Reaktionen (Auswahl)
| D + D   | → | T   | + p | + 04,03 MeV  |                               |
| D + T   | → | 4He | + n | + 17,588 MeV | (größter Wirkungsquerschnitt) |
| D + D   | → | 3He | + n | + 03,268 MeV |                               |
| D + 3He | → | 4He | + p | + 18,34 MeV  |                               |
Auch in der Sonne finden unter Energiefreisetzung Fusionsreaktionen mit dem Produkt 4He statt, und zwar in Form der Proton-Proton-Reaktion. Zudem findet in der Sonne ein Kohlenstoff-katalysierter Fusionszyklus statt, der CNO- oder Bethe-Weizsäcker-Zyklus, der etwa 1,6 Prozent der Energie des Sonnenhaushalts ausmacht.
Sterne mit weniger als 0,08 Sonnenmassen erreichen das Stadium der Wasserstoff-Fusion übrigens nie – sie werden Braune Zwerge genannt.
Die Asche beider Formen des Wasserstoffbrennens ist Helium 4He. Wenn der Wasserstoffvorrat unserer Sonne in rund 5 Milliarden Jahren ausgebrannt sein wird, dann wird ihr Kern nur noch aus Helium bestehen. Sie wird sich dabei so weit aufblähen, dass sie die inneren Planeten Merkur und Venus verschluckt und ihre Scheibe am irdischen Himmel über 100-mal größer sein wird als heute.

### Heliumbrennen
Ein Beispiel ist Beteigeuze im Orion, ein aufgeblähter Riesenstern (Spektralklasse M2, 700- bis 1000-facher Sonnendurchmesser), er besteht fast nur noch aus Helium und weist kaum noch Wasserstoffvorräte auf.
Am Ende der Lebenszeit eines Sterns, wenn der Wasserstoff aufgebraucht ist, bläht ein Stern sich auf und im nun noch komprimierteren Zentrum setzt eine neue Kernreaktion ein: Das Heliumbrennen. Zusätzliche Energie kommt nun aus der Fusion von Helium zu Kohlenstoff und Sauerstoff (durch den Drei-Alpha-Prozess).
Sterne der ersten Generation enthielten zunächst nur leichtere Elemente – Isotope von Kohlenstoff, Sauerstoff und schwereren Elementen kamen nur in Sternen späterer Generationen vor. Die Heliumfusion zu „Metallen“ wie Kohlenstoff, Sauerstoff und – später – auch zu Silicium liefert weniger Energie als das Wasserstoffbrennen. Sie benötigt höhere Drücke und Temperaturen als die Wasserstofffusion.
In der Astronomie bezeichnet man übrigens anders als in der Chemie jedes chemische Element mit einer Ordnungszahl höher als Helium als „Metall“, und die Metallizität gibt an, wie hoch der Gehalt eines Sternes an Elementen ist, die schwerer als Helium sind. Nur Wasserstoff und Helium sind ja – zusammen mit einigen Spuren von Lithium – die einzigen Elemente, welche im Universum nach dem Urknall vorhanden sind. Alle weiteren Elemente stammen aus ehemaligen Sternen, in denen sie durch Kernfusion erzeugt wurden, oder aus Supernova-Explosionen. Die Metallizität von Objekten des Weltraums kann daher auch als Indikator für seine stellare Aktivität aufgefasst werden.

### Entstehung der „Metalle“
Schwerere Sterne können einen höheren Gravitationsdruck aufbauen, was die Fusion von schwereren Elementen bis zur Massenzahl 60 ermöglicht.
Im Zentrum von Sternen ab 0,4 Sonnenmassen wird nach dem Wasserstoffbrennen zunächst die Kernreaktion von Helium zu Kohlenstoff möglich. Ab 0,7 Sonnenmassen wird die Kohlenstoff-Fusion, bei der je zwei Kohlenstoff-Atome zu Neon, Helium oder Natrium und Protonen sowie Magnesium und Protonen oder Neutronen fusionieren, möglich. Nach Wasserstoff und Helium sind daher die Elemente Kohlenstoff, Neon, Natrium und Magnesium die nächst häufigsten Grundstoffe im Universum, gefolgt von den Elementen Sauerstoff, Silicium, Phosphor und Schwefel.
Im Zuge des Heliumbrennens entsteht auch Sauerstoff. Ab etwa 1,4 Milliarden Kelvin verschmelzen je zwei Sauerstoff-Atomkerne (unter Abgabe von Helium, Wasserstoff, Protonen und Neutronen) zu Silicium-28, Phosphor-31 oder den beiden Schwefelisotopen Schwefel-31 und -32, unter Umständen auch zu Chlor und Argon.
Beteigeuze, der rote Schulterstern im Sternbild Orion, ist vermutlich ebenso ein solcher Stern wie Antares, der tiefrot strahlende Hauptstern im Skorpion. Beide gehören zur Kategorie Roter Riese, haben fast allen Wasserstoff verbraucht und das Heliumbrennen begonnen. Kohlenstoff wird in ihm gebildet und auch im Sternenwind freigesetzt.
Sterne mit über 10 Sonnenmassen erreichen Zentraltemperaturen, in denen der Aufbau von Elementen bis hin zum Eisen möglich wird, und zwar umso schneller, je massereicher sie bei ihrer Bildung waren. Ein Stern mit 20 Sonnenmassen setzt bei seiner Explosion als Supernova mehrere Sonnenmassen Materie in das All frei.
Aus den Resten einer solchen Supernova-Explosion muss sich unsere Sonne einst als Stern der 3. oder 4. Generation gebildet haben – die Kosmochemie versucht, die Entstehung des Sonnensystems anhand der Häufigkeitsverteilung der Isotope aus jener Supernova-Explosion zu rekonstruieren. Bei Temperaturen von über 4 Milliarden Kelvin entstanden hier auch noch schwerere Elemente als nur Eisen, wobei schwere Atomkerne unter Energieaufnahme aus der Explosion beispielsweise zu Uranatomen verschmelzen: Bei einer Atombombenexplosion oder im Kernkraftwerk kann aus den Brennelementen nur die Energie gewonnen werden, die bei der Explosion von Supernovae in jene überschweren Atomkerne eingebracht wurde.

### Das Kohlenstoffbrennen
Das Kohlenstoffbrennen ist eine Kernfusionsreaktion im Anschluss an das Heliumbrennen, durch die in massereichen Sternen mit einer Ausgangsmasse von mindestens 4 Sonnenmassen durch Fusion von Kohlenstoff Energie und schwerere Elemente erzeugt werden. Es tritt ein, nachdem die Fusion leichterer Elemente zum Erliegen gekommen ist. Es setzt hohe Temperaturen von über 6 · 108 Kelvin und Dichten von über 2 · 108 kg/m³ voraus. Beim Kohlenstoffbrennen werden in einer Reihe von Reaktionen jeweils zwei Kohlenstoffkerne 12C in andere Kerne umgewandelt – so entstehen die Elemente 24Mg (auch das Isotop 23Mg), 23Na, 20Ne und 16O
Das Kohlenstoffbrennen setzt erst ein, wenn das Heliumbrennen zum Stillstand gekommen ist. Während des Heliumbrennens wandeln die inzwischen roten, aufgeblähten Riesensterne Helium (He) immer schneller in Kohlenstoff und Sauerstoff um, bis nicht mehr genug Helium vorhanden ist, um die Fusion aufrechtzuerhalten: Der Kollaps setzt ein. Der inaktive, hauptsächlich aus Kohlenstoff und Sauerstoff bestehende Kern stürzt daraufhin durch die Gravitationskraft in sich zusammen, was einen Temperatur- und Dichteanstieg bewirkt, bis schließlich die Entzündungstemperatur für das Kohlenstoffbrennen erreicht ist. Durch den daraufhin erzeugten Strahlungsdruck stabilisiert sich der Kern, und seine weitere Kontraktion wird vorübergehend gestoppt. Durch die Temperaturerhöhung im Inneren des Sterns kann in einer Schale um den Kernbereich wieder das Heliumbrennen einsetzen, jetzt als so genanntes Schalenbrennen.

### Neonbrennen
Während des Kohlenstoffbrennens reichert sich der Kernbereich mit den Reaktionsprodukten Sauerstoff, Magnesium und Neon (Ne) an, bis nach einigen tausend Jahren der Kohlenstoff aufgebraucht ist und sich der Kern abkühlt und wieder zusammenzieht. Diese Kontraktion bewirkt einen Temperaturanstieg, bis das Neonbrennen einsetzen kann. Um den Kern des Sterns setzt dann wiederum das Schalenbrennen von Kohlenstoff, weiter außen von Helium und Wasserstoff ein.
Sterne mit Massen zwischen 4 und 8 Sonnenmassen werden dabei nun instabil und stoßen ihre äußeren Hüllen über einen starken Sternwind ab, wodurch ein planetarischer Nebel gebildet wird. Zurück bleibt der Kern des Sterns als weißer Zwerg, bestehend aus Sauerstoff, Neon und Magnesium.
Sterne mit Massen größer als 8 Sonnenmassen fahren mit dem Neonbrennen fort und fusionieren schließlich alle leichteren Elemente bis hin zu Eisen. Die einzelnen Brennphasen gehen dabei immer schneller ineinander über.

### Sauerstoffbrennen
Das Sauerstoffbrennen betrifft Sterne mit einer Ausgangsmasse von mindestens 8 Sonnenmassen. Es setzt ein, nachdem die leichteren Elemente durch andere Fusionsprozesse umgewandelt wurden. Voraussetzung für das Sauerstoffbrennen sind hohe Temperaturen von mindestens 1,5 · 109 Kelvin und hohe Dichten von mindestens 1010 kg/m3.
Beim Sauerstoffbrennen fusionieren jeweils zwei Sauerstoffkerne 16O zu verschiedenen neuen Kernen, darunter Schwefel (S), Phosphor (P), Silicium (Si) und Magnesium (Mg). Dabei werden zudem Gammaquanten, Neutronen n, Protonen oder Wasserstoffkerne 1H (Proton) und Alphateilchen (Heliumkerne) 4He frei.
Während des vorangegangenen Neonbrennens bildete sich ein inaktiver Kern aus Sauerstoff und Magnesium im Zentralbereich des Sterns. In Ermangelung weiteren Brennstoffs kommt das Neonbrennen zum Erliegen. Der Strahlungsdruck reicht nun nicht mehr aus, um der Gravitation der eigenen Masse entgegenzuwirken, und der Kern wird weiter zusammengedrückt. Dies bewirkt einen neuerlichen Temperatur- und Dichteanstieg, bis die Entzündungstemperatur für das Sauerstoffbrennen erreicht ist und sich der Stern wieder stabilisiert. Um den Kern setzt im so genannten Schalenbrennen wieder das Neonbrennen ein; nach außen folgen Schalen mit Kohlenstoff-, Helium- und Wasserstoff-Fusionsprozessen.
Das Sauerstoffbrennen währt nur wenige Jahre. Während dieser Zeit reichert sich der Kern mit Silicium an, bis der Sauerstoff verbraucht ist. Danach kühlt der Kern erneut ab und wird durch die Gravitation komprimiert, bis das letzte Brennstadium, das Siliciumbrennen, einsetzt.

### Siliciumbrennen
Das Siliciumbrennen erfordert im Sternzentrum sehr hohe Temperaturen von mindestens 2,7 · 109  Kelvin und eine extrem hohe Dichte von mindestens 3 · 1010 kg/m3. Aufgrund ihrer großen Coulomb-Abstoßung können zwei 28Si–Kerne nicht direkt miteinander reagieren,
stattdessen werden die beim Sauerstoffbrennen erzeugten Kerne durch Photodesintegration von Photonen zerstört. Die Bruchstücke lagern in einer Reihe von Schritten Alpha-Teilchen, Protonen oder Neutronen an. Dadurch wird letztendlich das Eisenisotop 56Fe erreicht.
Das Siliciumbrennen folgt auf das Sauerstoffbrennen, welches bei Versiegen des Sauerstoffs im Zentralbereich des Sterns endet. Wie auch am Ende der vorangegangenen Brennphasen wird der nun siliciumreiche Kern wegen des fehlenden Strahlungsdrucks durch die Gravitation weiter komprimiert. Temperatur und Dichte steigen dadurch, bis die Voraussetzungen für das Siliciumbrennen erreicht ist. Der Stern gelangt damit ein letztes Mal in ein hydrostatisches Gleichgewicht zwischen Gravitation und Strahlungsdruck. Während des Siliciumbrennens im Kern laufen weiterhin in Schalen um den Kern herum das Sauerstoff-, Neon-, Kohlenstoff-, Helium- und Wasserstoffbrennen ab.
Das Siliciumbrennen stellt das Ende der thermonuklearen Brennprozesse dar. Der Vorrat an Kernbrennstoff im Inneren wird beim Siliciumbrennen je nach Masse des Sterns in wenigen Stunden bis zu wenigen Tagen aufgebraucht, und dem Gravitationskollaps folgt die gewaltigste Explosion, die man im Universum kennt: eine Supernova des Typs II.

### Entstehung schwerster Elemente in Supernovae
Elemente mit größeren Massenzahlen als 60 können hingegen durch stellare Brennprozesse nicht mehr entstehen. Die Fusion der entsprechenden Kerne verbraucht Energie (endotherm), statt sie freizusetzen.
Da Elemente mit höheren Massenzahlen existieren, muss es weitere Möglichkeiten der Nukleosynthese geben. Nachdem der Stern vollkommen ausgebrannt ist, erlischt er nun endgültig. Der stabilisierende Strahlungsdruck fällt weg, und es kommt zum Kernkollaps – er fällt unter Einwirkung seiner eigenen Schwerkraft zusammen.
- Bei einer Masse, die in der Größenordnung unserer Sonne oder darunter liegt, wird der Stern einen Teil seiner äußeren Hülle abstoßen. Er endet als schwach leuchtender Weißer Zwerg, dessen weitere Abkühlung Milliarden von Jahren dauert.
- Bei einer Masse ab 8 Sonnenmassen fällt der Stern sehr viel schneller in sich zusammen. Bei dieser Verdichtung wird viel Gravitationsenergie freigesetzt, die für eine beträchtliche Erhöhung der Temperatur und damit für eine explosionsartige Ausweitung der möglichen Kernreaktionen im gesamten Sternvolumen sorgt. Innerhalb von ein bis zwei Tagen nimmt die Helligkeit des bis dahin unscheinbaren Sterns so gewaltig zu, dass er zum Beispiel bei der von Tycho Brahe 1572 beschriebenen Supernova SN 1572 heller als alle Planeten erschien und selbst am Tag mit bloßem Auge sichtbar war. Dieser gewaltige Leuchtkraft-Ausbruch dauert nur wenige Tage. Bei einer solchen Supernova wird der äußere Teil der Sternmaterie, manchmal mehr als die Hälfte seiner Masse, in den interstellaren Raum abgestoßen. In der explosiven Materiewolke entsteht die zweite Gruppe von Elementen, die schwerer als Eisen sind. Sie werden durch Neutronen- (s- und r-Prozess) und Protonenanlagerung (p-Prozess) gebildet. An diesen Reaktionen sind vor allem die Neutronen beteiligt, die im Inneren der Supernova in hoher Dichte freigesetzt werden und viele Kernreaktionen auslösen können. Geraten Atomkerne in einen solchen Neutronenfluss, so fangen sie wie in einem Kernreaktor in schnell aufeinander folgenden Schritten etliche Neutronen ein. In nachfolgenden Betazerfällen entstehen aus den neutronenreichen Kernen stabile Isotope mit erhöhter Protonenzahl, die letzten schweren Elemente jenseits des Eisens.

Die Materiewolken der Supernovae sorgen dafür, dass die in ihnen gebildeten neuen schweren Elemente in das Universum abgegeben werden. Supernovae am Ende der stellaren Nukleosynthese sind damit die Quelle der Ausgangsmaterie für die nächste Generation von Galaxien, Sternen und insbesondere Planeten.